# Eustasi d'Ancira
Eustasi d'Ancira fou un màrtir cristià nascut a Ancira que era soldat de l'exèrcit imperial romà i es va fer cristià. En assabentar-se'n el governador Corneli el va cridar i com que ho va confirmar, fou fuetejat i llançat al riu Sangari (Sangarius). Segons la tradició un àngel el va treure de l'aigua i el governador llavors el va fer degollar. La seva memòria es commemora el 28 de juliol.